# Farshid Arabi
Farshid Arabi o Farshid A'râbi (en farsi فرشید اعرابی) (1970 - Teherán) es un músico, compositor, cantante y arreglista de Irán. Es famoso por tocar la guitarra eléctrica. Con cuatro álbumes de estudio, Farshid Arabi es considerado el artista iraní más prolífico del género rock y metal.

## Actividad
Arabi empezó a tocar la guitarra en 1989 e inició su actividad profesional en 1995. En 2003, lanzó el primer álbum de heavy metal iraní con letras en farsi, bajo el nombre de "Penhan (Hidden)", y fue responsable de arreglar la música y tocar todos los instrumentos de este álbum. Cinco años después lanzó su segundo álbum llamado "Sokoot-e Ravi (Silence of Storyteller)", y en 2012 su tercer álbum llamado "Be Rang-e Shab (In the Colour of the Night)". En 2013, lanzó el primer vídeo musical de heavy metal en farsi llamado Faryad Ken, dirigido por Ali Ehtamami, del álbum "Be Rang-e Shab" . Reza Yazdani fue uno de sus alumnos. 
También compuso la música de la película Badam Haye Terkh .
Su cuarto trabajo, el álbum "Marge Khamoosh (The Silent Death)", fue publicado en julio de 2016. En este álbum, Ali Momenian ha interpretado una pieza recopilatoria con música iraní como cantante invitado. Las canciones de este álbum son de Abbas Roshanzadeh, Mohammad Miftahi y Molana. Nima Navapour tocaba la batería, Mohammad Nik tocaba el bajo, Ava Arabi tocaba el violín, Vahid Soleimani Nejad tocaba el violín y Afshin Alavi tocaba las cuerdas.
En abril de 2025 se publica en plataformas digitales el que es su quinto y último álbum hasta el momento, "Faded Calendar" (Zang Records).

## Discografía
- Penhan (Hidden) فرشید اعرابی (2003, Barbad Music)
- Sokoot-e Ravi (Silence of Storyteller) سکوت راوی (2008, Barbad Music)
- Be Rang-e Shab (In the Colour of the Night) به رنگ شب (2012, Barbad Music)
- Marge Khamoosh (The Silent Death) مرگ خاموش (2017, Barbad Music)
- Faded Calendar (2025, Zang Records)

## Conciertos
Farshid Arabi  ha realizado hasta el momento 4 conciertos en Teherán. La primera vez fue en Erike Iraní y la otra en Milad Tower  , pero después del segundo concierto, no le dieron el permiso para conciertos durante 5 años por razones desconocidas. Después de 5 años, Farshid Arabi pudo obtener nuevamente un permiso para conciertos y celebró un concierto en la Torre Azadi en junio de 2015.  La última actuación de Farshid Arabi fue en la Torre Azadi de Teherán el 16/10/95.
 